# GAZ-31029 Wołga

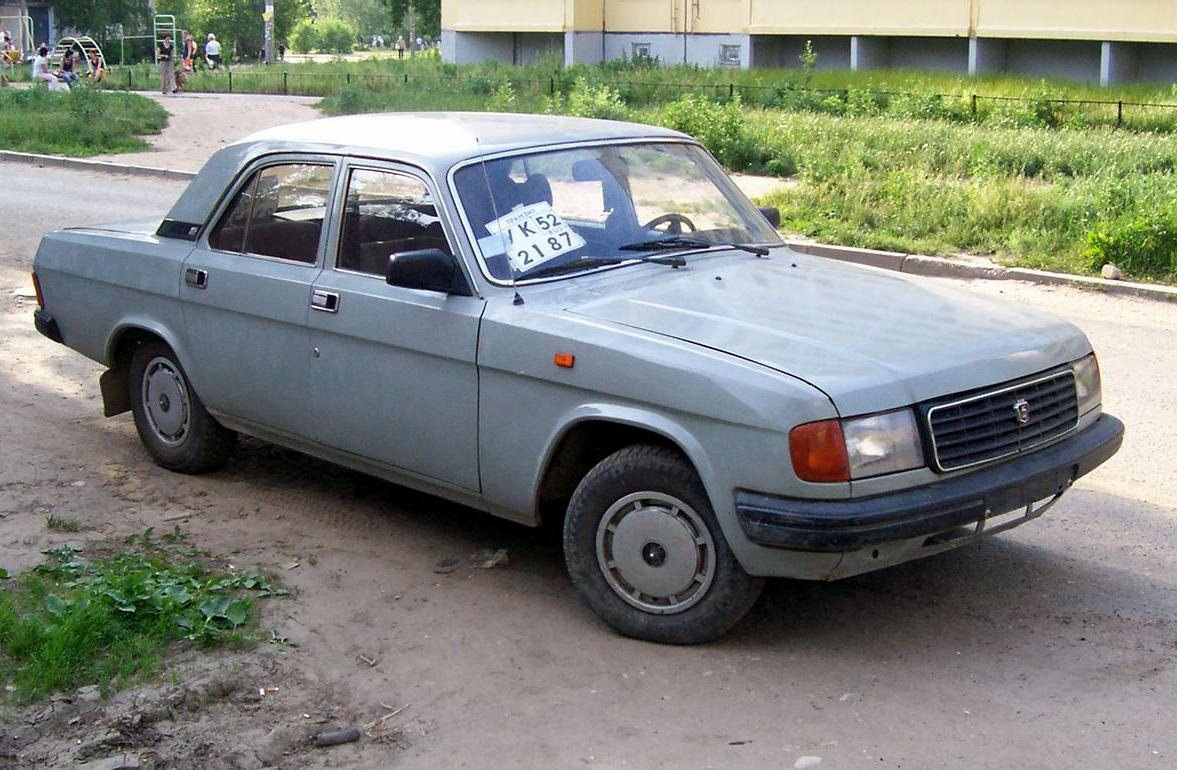
GAZ-31029 z 1995 roku – przód nadwozia

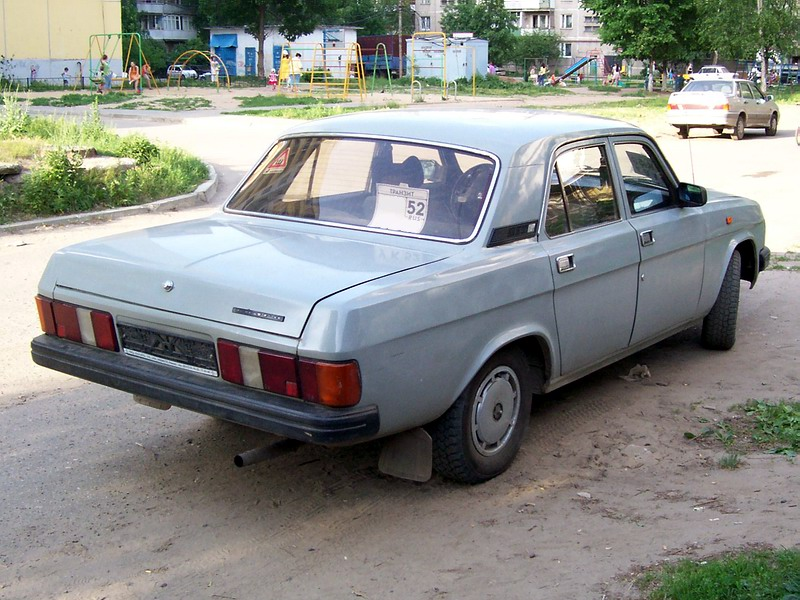
GAZ-31029 z 1995 roku – tył nadwozia

GAZ-31029 Wołga – samochód osobowy klasy średniej-wyższej produkowany przez rosyjską firmę GAZ w latach 1992-1997. Produkowany jako 4-drzwiowy sedan oraz 5-drzwiowe kombi (GAZ-31022). Następca modelu GAZ-24-10 Wołga. Moc przenoszona była na oś tylną poprzez 4-biegową manualną skrzynię biegów. Samochód został zastąpiony przez model GAZ-3110 Wołga.

## Powstanie
Przyczyną powstania samochodu GAZ-31029, opracowanego jeszcze w czasach ZSRR, było zużycie się na przełomie lat 80. i 90. XX wieku form do tłoczenia blach nadwozia klasycznego modelu GAZ-24-10 Wołga. Ponieważ samochód ten, produkowany od 1968 i zmodernizowany pod względem mechanicznym w 1985 roku, wciąż cieszył się popytem, postanowiono wykorzystywać do jego produkcji nowe formy, służące do tłoczenia nadwozia nowego modelu GAZ-3102 Wołga, wytwarzanego w mniejszej liczbie. W powstałym w ten sposób modelu GAZ-31029 połączono mechanikę, w tym silnik GAZ-24-10, ze zmodyfikowanym nadwoziem i zubożonym wnętrzem modelu 3102. Władze przemysłu motoryzacyjnego ówczesnego ZSRR nie zgodziły się na zastosowanie bez zmian nadwozia bardziej prestiżowego modelu 3102, przeznaczonego dla nomenklatury państwowej i partyjnej, stąd zaszła potrzeba częściowego przestylizowania samochodu. Unowocześniono przy tym stylizację  przedniego pasa, przez co przednia część stała się  bardziej opływowa. Prostokątne reflektory połączone z dużymi narożnymi kierunkowskazami zunifikowano z nowo opracowywanym samochodem dostawczym GAZ Gazela, zastosowano też zderzaki z czarnego plastiku, a pod przednim zderzakiem montowano światła przeciwmgłowe. Samochód GAZ-31029 wszedł do produkcji na początku 1992. 

## Rozwój i odmiany
Model podstawowy posiadał silnik benzynowy ZMZ-402.10 o pojemności 2,4 l i mocy 100 KM, pochodzący z GAZ-24-10. Stosowano też osłabiony silnik ZMZ-4021.10 o mocy 90 KM, pracujący na gorszej benzynie 76-oktanowej. Od 1994 część samochodów otrzymywała 16-zaworowy silnik z wtryskiem paliwa ZMZ-4062.10, rozwijający moc 150 KM, ograniczoną następnie do 131 KM w celu polepszenia niezawodności. Przewidywano odmianę „pościgową” GAZ-31016 dla milicji i służb specjalnych, z silnikiem V8 o pojemności 5,53 l i mocy 195 KM od GAZ-13 Czajka, jednakże brak jest informacji, czy jakieś samochody w tej wersji faktycznie powstały.
Samochód w toku wytwarzania podlegał ulepszeniom. Na części samochodów pod koniec produkcji stosowano nowo opracowaną pięciobiegową skrzynię biegów zamiast czterobiegowej. Część pojazdów otrzymywała nowy nierozbieralny tylny most. Od 1996 stosowano 15-calowe koła z nowymi kołpakami, a także hamulce tarczowe z przodu (początkowo na części samochodów). Od 1996 zmodernizowano także wnętrze samochodu, stosując elementy opracowane dla nowego modelu GAZ-3110. Jako opcję na części egzemplarzy stosowano katalizator spalin lub wspomaganie układu kierowniczego, można było też zamówić bogatsze wnętrze z modelu 3102.
Oprócz czterodrzwiowego sedana produkowano też stosunkowo nieliczną wersję kombi, oznaczoną GAZ-31022, istniejącą także w specjalnej wersji sanitarki GAZ-31023. Charakterystyczną cechą radzieckiego przemysłu motoryzacyjnego było opracowywanie specjalnych wersji taksówek, w tym wypadku były to: sedan GAZ-31021, kombi GAZ-31024 i sedan z silnikiem na gaz GAZ-31027. Wersje te miały osłabiony silnik ZMZ-4021.10 o mocy 90 KM, tapicerkę ze sztucznej skóry i wyposażenie taksówki (taksometr, oświetlenie zewnętrzne). Z uwagi na upadek państwowych przedsiębiorstw taksówkowych na skutek transformacji ustrojowej, wersje te produkowano jednak w znaczniejszych liczbach dopiero od 1995.
Różne firmy oferowały pozafabryczne modyfikacje Wołgi 31029, oferując m.in. samochody wyposażone w silniki Toyota lub Rover,  automatyczne skrzynie biegów, klimatyzację, lepsze wygłuszenie. Oferowano także wydłużone limuzyny na bazie tego modelu.

## Produkcja i sprzedaż
Wprowadzenie samochodu do produkcji w 1992 zbiegło się w czasie z rozpadem ZSRR. Umożliwiło to zniesienie dotychczasowej gospodarki centralnie planowanej i przejście na zasady gospodarki rynkowej oraz wolną sprzedaż samochodów, które wcześniej były dobrem reglamentowanym. Mimo dostępności nowocześniejszych samochodów importowanych, popyt na nową wersję Wołgi okazał się bardzo duży, dzięki stosunkowo atrakcyjnej cenie (ok. 3000 dolarów USA), komfortowi oferowanemu przez duży samochód, a także renomie, jaką cieszyła się Wołga w czasach ZSRR. Produkcja nowego modelu wzrastała, z 69 tysięcy w 1992 do 124 tysięcy w 1996. Model ten umożliwił zakładom GAZ przetrwanie przez pierwszą połowę lat 90., zwłaszcza w obliczu spadku popytu na przestarzałe ciężarówki, które stanowiły podstawową produkcję w czasach gospodarki planowej. Po raz pierwszy też produkcja samochodów osobowych w GAZ przewyższyła produkcję ciężarówek. Z drugiej strony, problemy związane z transformacją ustrojową w połączeniu ze wzrostem skali produkcji i stabilnym popytem na Wołgę spowodowały znaczny spadek jakości produkcji i wykończenia samochodów. 
Do zakończenia produkcji w 1997 wyprodukowano 521 650 samochodów rodziny GAZ-31029, w zdecydowanej większości z nadwoziem sedan. Inne wersje stanowiły margines produkcji – wyprodukowano 5155 samochodów kombi GAZ-31022 i 3097 sanitarek GAZ-31023. Wołga 31029 była trzymilionowym samochodem osobowym zakładów GAZ (12 kwietnia 1995 r.). Z uwagi na bycie swojego rodzaju hybrydą, samochód ten był nazywany w Rosji: „kozłobyk”.

## Wersje
Na podstawie.
- GAZ-2304 Burłak – proponowana wersja pick-up i furgon (nie produkowana seryjnie)
- GAZ-23042 Burłak – proponowana wersja izotermiczny furgon
- GAZ-31016 – proponowana wersja dla służb ochrony porządku publicznego z silnikiem V8 5,53l 195 KM
- GAZ-3102 – pokrewna odmiana bardziej luksusowego sedana
- GAZ-31021 – taksówka sedan z silnikiem 2,4l 90 KM
- GAZ-31022 – kombi 5-drzwiowe z silnikiem 2,4l 90 KM
- GAZ-31023 – sanitarka bazująca na wersji kombi
- GAZ-31024 – taksówka kombi z silnikiem 90 KM
- GAZ-31027 – taksówka sedan z silnikiem na gaz
- GAZ-31029 – sedan 4-drzwiowy z silnikiem 2,4l 100 KM (podstawowa wersja)
- GAZ-310297 – sedan w odmianie dla krajów o cieplejszym klimacie

## Dane techniczne (R4 2.5)
Na podstawie.

### Silnik
- R4 ZMZ-402.10 2,4 l (2445 cm³), benzynowy, 2 zawory na cylinder, OHV
- Chłodzony cieczą, montowany wzdłużnie z przodu, napędzający tylne koła
- Układ zasilania: gaźnik K-151
- Średnica cylindra × skok tłoka: 92 mm × 92 mm
- Stopień sprężania: 8,2:1
- Moc maksymalna: 100 KM (73,5 kW) przy 4500 obr./min
- Maksymalny moment obrotowy: 182 N•m przy 2400-2600 obr./min

### Osiągi
- Przyspieszenie 0-100 km/h: 19,0 s
- Prędkość maksymalna: 147 km/h
- Spalanie (90 km/h / 120 km/h / miasto) w l/100 km: 9,3 / 12,9 / 15,0

### Inne
- Przełożenia biegów (I / II / III / IV / wsteczny): 3,5:1 / 2,36:1 / 1,45;1 / 1:1 / 3,54:1
- Sprzęgło jednotarczowe, suche, uruchamiane hydraulicznie
- Główne przełożenie tylnego mostu: 3,9:1
- Zawieszenie przednie: niezależne, wahacze poprzeczne, sprężyny, hydrauliczne amortyzatory teleskopowe
- Zawieszenie tylne: zależne, tylny most, wzdłużne resory eliptyczne, hydrauliczne amortyzatory teleskopowe
- Hamulce: bębnowe na przednie i tylne koła, hydrauliczne, ze wspomaganiem; hamulec ręczny mechaniczny na tylne koła
- Opony: 205/70 R14
- Promień skrętu: 5,6 m
- Prześwit: 156 mm